# Le Ravisseur
Le Ravisseur (The Keeper) est un thriller film britanno-canadien, réalisé par Paul Lynch, sorti en 2004.

## Synopsis
Gina est une danseuse de bars qui travaille à Redwood dans l'ouest des États-Unis. Après son travail, en fin de soirée, son copain Derick est assassiné dans leur chambre et elle-même manque de se faire violer et tuer. L'intervention d'un livreur au travail fait fuir l'agresseur. L'enquête est confiée au lieutenant Krebs et à son second, le sergent Burns. Krebs propose à Gina après sa sortie de l'hôpital de l'emmener à l'aéroport. Mais, rendu en forêt, la chloroforme et la kidnappe. Il l'enferme dans une cage qu'il a fait construire dans sa cave. À son réveil, Gina a beau crier, personne ne l'entend, la maison du lieutenant étant située en pleine forêt loin de toute habitation. Krebs, qui a été traumatisé par son père lorsqu'il était enfant, veut faire endurer le même traitement de choc à sa victime. Si elle agit selon son bon vouloir, elle obtient des points, ce qui lui donne des récompenses. Si elle crie, se débat ou pire, tente de s'évader, si elle n'obéit pas à son maître, elle perd des points et peut être punie. Mais il y a de l'espoir pour elle. Le sergent Burns, qu'elle a connue lors de l'enquête sur la mort de Derick, la recherche activement malgré les sarcasmes ironiques de son supérieur Krebs. Gina reste un an enfermée dans la cave. Krebs, de son côté, est harcelé par une cinéaste, Ruthie, qui est tombée amoureuse de lui. Lors d'une visite impromptue chez Krebs, alors qu'il est absent, Ruthie découvre Gina dans la cave. Au lieu d'en informer la police, elle fait pression sur Krebs et menace de le dénoncer s'il ne commence pas une idylle avec elle. Krebs s'en débarrasse en la poignardant. Plus tard, Gina tente de le tuer alors qu'il l'a laissée sortir de sa cage. Le lieutenant fou de rage décide alors de la supprimer. Heureusement, Burns arrive à temps pour la sauver.

## Fiche technique
- Titre français : Le Ravisseur[1],[2]
- Titre original : The Keeper
- Réalisation : Paul Lynch
- Scénario : Gerald Sanford
- Décors : Nancy Massop
- Costumes : Patricia Hargraves
- Montage : Julian Rodd
- Musique : Sacha Puttram
- Société de production : Peace Arch Films
- Budget : 4 000 000 de dollars selon IMDb
- Pays d'origine :  Canada et  Royaume-Uni
- Langue originale : anglais
- Format : couleur
- Genre : thriller
- Durée : 95 minutes
- Date de sortie :
  - Canada : 14 mai 2004
  - Royaume-Uni : 20 décembre 2004 (DVD)
  - France : 3 octobre 2007 (DVD)

## Distribution
- Dennis Hopper (VF : Jean-Bernard Guillard ; VQ : Guy Nadon) : Lieutenant Krebs
- Asia Argento (VQ : Pascale Montreuil) : Gina Moore
- Helen Shaver (VF : Blanche Ravalec ; VQ : Anne Caron) : Ruthie
- Lochlyn Munro (VF : Mathias Casartelli ; VQ : Tristan Harvey) : Sergent Burns
- Charles Frederick : Joe Cody
- Alex Zahara : Derick
- Fred Keating : le maire Watson
- Philip Granger : le lieutenant Stone

## Autour du film
- Le film a été tourné en mars 2003 à Victoria en Colombie-Britannique[3].